# W-7
W-7 – mały, eksperymentalny śmigłowiec opracowany w latach 50. XX wieku w biurze konstrukcyjnym Mila. Zbudowano tylko jeden prototyp.

## Historia
W połowie lat 50. XX wieku w biurze konstrukcyjnym Mila rozpoczęto prace nad pierwszym śmigłowcem z napędem odrzutowym. Zanim rozpoczęto prace nad dużym śmigłowcem transportowym, zdecydowano zbudować mały, czteroosobowy eksperymentalny śmigłowiec, tak aby zyskać niezbędne doświadczenie. Zainteresowano tym pomysłem władze i na przełomie lat 1956-1957 rozpoczęto budowę maszyny. Jako napęd wybrano dwa turboodrzutowe silniki Iwczenko AI-7. Umiejscowiono je na końcach łopat wirnika nośnego. Prototyp skompletowano w roku 1959 i rozpoczęto badania. Trwały one do połowy lat 60. XX wieku. W ich wyniku okazało się, że takie umiejscowienie napędu sprawia wiele trudności, np. pojawiają się duże wibracje. Z uwagi na te trudności zarzucono prace nad śmigłowcem W-7.